# Stenodeza acuminata
Stenodeza acuminata är en spindelart som beskrevs av Simon 1900. Stenodeza acuminata ingår i släktet Stenodeza och familjen hoppspindlar. Inga underarter finns listade i Catalogue of Life.